# Sidney Lumet
Pour les articles homonymes, voir Lumet.
Sidney Lumet [ˈsɪdni luːˈmɛt] est un réalisateur, scénariste et producteur américain, né le 25 juin 1924 à Philadelphie et mort le 9 avril 2011 à New York, dont la carrière, s'étendant sur plus de cinq décennies, a été marquée par des films abordant souvent des thèmes sociaux et moraux complexes.
Commençant sa carrière comme acteur dès l'enfance, il se tourne ensuite vers la réalisation, d'abord à la télévision dans les années 1950, puis au cinéma. Son premier long-métrage, Douze Hommes en colère (1957), obtient une forte reconnaissance. Ce film, nommé pour trois Oscars, reste un classique du cinéma américain et illustre l'intérêt de Lumet pour les drames judiciaires et les questions de justice. Au cours de sa carrière, il réalise plus de 40 films, couvrant une large gamme de genres et de styles. Parmi ses œuvres les plus célèbres figurent Serpico (1973), Un après-midi de chien (1975), Network : Main basse sur la télévision (1976) et Le Verdict (1982). Ces films explorent souvent des thèmes tels que la corruption, l'intégrité personnelle et les défis moraux dans la société moderne.
Il est connu pour sa capacité à diriger les acteurs, ayant travaillé avec certains des plus grands noms. Plusieurs de ses films ont valu des Oscars à leurs interprètes, bien que Lumet lui-même n'ait jamais remporté l'Oscar du meilleur réalisateur malgré quatre nominations. En 2005, l'Académie des Oscars lui décerne un Oscar d'honneur pour l'ensemble de sa carrière. Il continue à réaliser jusqu'à la fin de sa vie, son dernier film 7 h 58 ce samedi-là sortant en 2007.

## Biographie

### Jeunesse

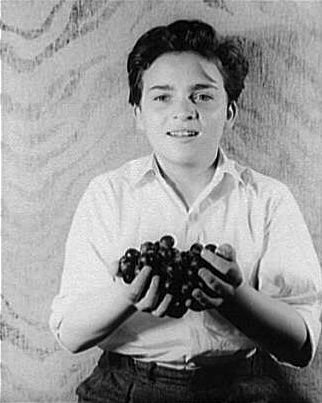
Lumet enfant, photographié par Carl Van Vechten, en 1939.

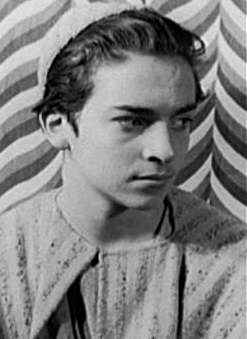
Lumet dans la pièce Journey to Jerusalem de 1940.

Lumet est né à Philadelphie et a grandi dans le quartier de Lower East Side à Manhattan, au sein d'une famille juive ashkénaze polonaise. Il étudie le théâtre à la Professional Children's School (en) de New York et à l'université Columbia,.
Les parents de Lumet, Baruch et Eugenia (née Wermus) Lumet, sont Juifs et vétérans du théâtre yiddish ; ils ont immigré aux États-Unis depuis la Pologne. Son père, acteur, réalisateur, producteur et écrivain, est né à Varsovie. Sa mère, qui était danseuse, est décédée lorsqu'il était enfant. Il a une sœur aînée. Il fait ses débuts professionnels à la radio à l'âge de quatre ans et ses débuts sur scène au Yiddish Art Theatre à l'âge de cinq ans. Enfant, il apparaît également dans de nombreuses productions de Broadway, y compris dans Dead End (en) en 1935 et The Eternal Road (en) de Kurt Weill.
En 1935, à l'âge de 11 ans, il apparaît dans un court métrage de Henry Lynn (en) intitulé Papirossen (signifiant « Cigarettes » en yiddish), coproduit par la star de la radio Herman Yablokoff (en). Le film est présenté dans une pièce de théâtre du même titre, basée sur la chanson Papirosn (en). La pièce et le court métrage sont présentés au McKinley Square Theatre du Bronx. En 1939, à l'âge de 15 ans, il fait sa seule apparition dans un long métrage dans Dans une pauvre petite rue  de Dudley Murphy,.
La Seconde Guerre mondiale interrompt sa carrière d'acteur et il passe quatre ans dans l'U.S. Army. Après son retour du service en tant que réparateur de radar stationné en Inde et en Birmanie (1942-1946), il s'implique avec l'Actors Studio, puis forme son propre atelier de théâtre. Il organise un groupe Off-Broadway et en devient le directeur, et continue de diriger dans le summer stock theater (en) tout en enseignant l'art dramatique à la High School of Performing Arts (en). Il est le principal professeur d'art dramatique du nouveau bâtiment de la 46e rue de Performing Arts. Âgé de 25 ans, il dirige le département de théâtre dans une production de The Young and Fair

### Début de carrière
Lumet commence sa carrière de réalisateur avec des productions Off-Broadway et devient un réalisateur de télévision hautement efficace. Il commence à réaliser pour la télévision en 1950 après avoir travaillé comme assistant de son ami Yul Brynner. Il développe très vite une méthode de tournage « ultra-rapide » en raison du fort taux de rotation requis par la télévision. En conséquence, tout en travaillant pour CBS, il réalise des centaines d'épisodes de Danger (en) (1950-1955), Mama (en) (1949-1957) et You Are There (en) (1953-1957), cette dernière série hebdomadaire mettant en vedette Walter Cronkite dans l'une de ses premières apparitions à la télévision. Lumet choisit Cronkite pour le rôle de présentateur « parce que le postulat de l'émission était si ridicule, si outrageux, que nous avions besoin de quelqu'un avec l'aisance la plus américaine, la plus simple et la plus chaleureuse ».
Il réalise également des pièces originales pour Playhouse 90, Kraft Television Theatre (en) et Studio One, réalisant environ 200 épisodes, ce qui l'établit comme « l'un des réalisateurs les plus prolifiques et respectés du métier », selon Turner Classic Movies. Sa capacité à travailler rapidement tout en tournant se poursuit dans sa carrière cinématographique. Étant donné que la qualité de nombreux drames télévisés est si impressionnante, plusieurs d'entre eux sont ensuite adaptés en longs métrages.
Son premier film, Douze Hommes en colère (1957), un drame judiciaire centré sur une délibération tendue du jury basée sur une pièce en direct de CBS, est un début prometteur pour Lumet. C'est un succès critique qui l'établit comme un réalisateur habile à adapter des propriétés d'autres médias en films. La moitié des films de Lumet proviennent du théâtre.
Après ce premier film, Lumet partage son temps entre les films de drame politique et social, ainsi que les adaptations de pièces de théâtre et de romans littéraires, de grandes histoires stylisées, des comédies noires basées à New York et des drames policiers réalistes (y compris Serpico et Le Prince de New York). En raison de sa réalisation de Douze Hommes en colère, il est également responsable de la première vague de réalisateurs qui ont réussi la transition de la télévision au cinéma.
Une émission de télévision controversée qu'il réalise en 1960 gagne une certaine notoriété : The Sacco-Vanzetti Story sur NBC. Selon The New York Times, le drame suscite des critiques de l'État du Massachusetts (où Sacco et Vanzetti ont été jugés et exécutés) car il est suggéré  que les meurtriers condamnés étaient, en fait, totalement innocents. Cependant, la controverse qui en résulte fait plus de bien que de mal à Lumet, lui permettant de recevoir plusieurs appels pour réaliser des films prestigieux.
Il commence à adapter des pièces classiques pour le cinéma et la télévision, dirigeant Marlon Brando, Joanne Woodward et Anna Magnani dans le film L'Homme à la peau de serpent (1959), basé sur la pièce de Tennessee Williams La Descente d'Orphée. Il réalise une version télévisée en direct du Marchand de glace est passé de Eugene O'Neill, suivie de son film Vu du pont (1962), un autre drame psychologique, tiré de la pièce écrite par Arthur Miller. Cela est suivi d'une autre pièce d'Eugene O'Neill adaptée au cinéma, Long Voyage vers la nuit (1962), avec Katharine Hepburn obtenant une nomination aux Oscars pour son interprétation d'une femme au foyer toxicomane ; les quatre acteurs principaux remportant les prix d'interprétation au Festival de Cannes 1962.

### Vie privée

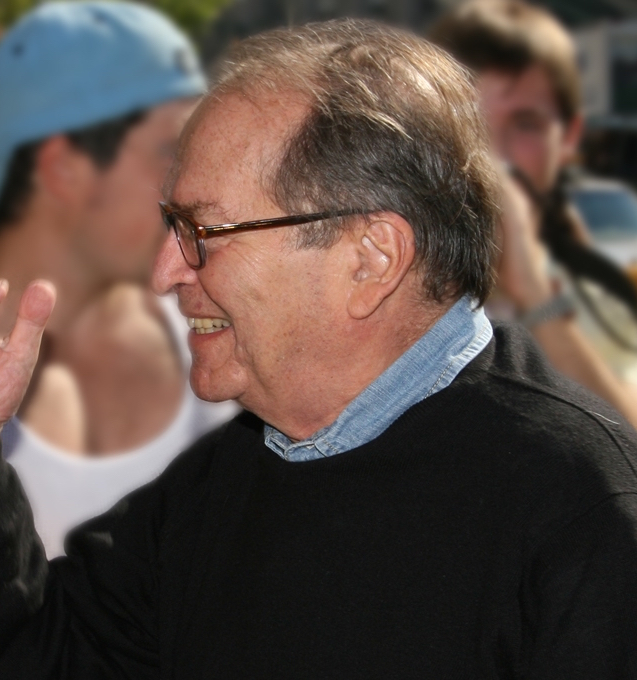
Lumet au Festival international du film de Toronto 2007.

Lumet a été marié quatre fois ; ses trois premiers mariages se terminant par un divorce. Il est marié à l'actrice Rita Gam de 1949 à 1955 ; à l'artiste et héritière Gloria Vanderbilt de 1956 à 1963 ; à Gail Jones (en) (fille de Lena Horne) de 1963 à 1978 ; et à Mary Bailey Gimbel (ex-femme de Peter Gimbel (en)) de 1980 jusqu'à sa mort. Il a deux filles avec Jones : Amy, qui est mariée à P. J. O'Rourke de 1990 à 1993, et l'actrice et scénariste Jenny, qui a un rôle principal dans son film Contre-enquête. Elle écrit également le scénario du film Rachel se marie (2008),, et est également co-créatrice de deux séries télévisées avec Alex Kurtzman : la suite du Silence des agneaux intitulée Clarice et Star Trek: Strange New Worlds.

### Mort
Lumet meurt d'un lymphome à l'âge de 86 ans le 9 avril 2011, dans sa résidence de Manhattan,. Lorsqu'on lui demande dans une interview de 1997 comment il souhaite « partir », Lumet répond : « Je n'y pense pas. Je ne suis pas religieux. Je sais que je ne veux pas prendre de place. Brûlez-moi et dispersez mes cendres dans Katz's Delicatessen ». Quelques mois après la mort de Lumet, une rétrospective célébrant son œuvre est organisée au Lincoln Center de New York avec de nombreux intervenants et stars de cinéma. En 2015, Nancy Buirski réalise By Sidney Lumet, un documentaire sur sa carrière, qui est diffusé en janvier 2017 dans le cadre de la série American Masters de PBS,,.

## Style de réalisation et sujets

### Réalisme et style énergique
Le critique de cinéma Owen Gleiberman observe que Lumet est un « dur à cuire direct » qui, parce qu'il a été formé pendant l'Âge d'or de la télévision (en) dans les années 1950, est devenu célèbre pour son style de réalisation énergique. Les mots « Sidney Lumet » et « énergie », ajoute-t-il, sont devenus synonymes. « L'énergie est présente dans les moments les plus calmes. C'est une énergie intérieure, un bourdonnement d'existence que Lumet observe chez les gens et fait ressortir chez eux [...] [quand il] se rend dans les rues de New York [...] il les rend électriques ». Il écrit également :
« C'est une énergie de la classe ouvrière des banlieues extérieures. Les rues de Lumet sont tout aussi méchantes que celles de Scorsese, mais celles de Lumet semblent simples plutôt que poétiques. Il canalise cette vitalité crasseuse de New York avec une telle force naturelle qu'il est facile de passer à côté de ce qui est vraiment impliqué dans cette réalisation. Il capture cette ambiance de New York comme personne d'autre parce qu'il la voit, la vit, la respire - mais ensuite, il doit aller la mettre en scène, ou la recréer, presque comme s'il mettait en scène un documentaire, laissant ses acteurs s'affronter comme des prédateurs aléatoires, insistant sur la lumière la plus naturelle possible, rendant les bureaux aussi laids et bureaucratiques qu'ils le sont parce qu'il sait, sous cela, qu'ils ne sont pas seulement des bureaux mais des repaires, et qu'il y a une intensité plus profonde, presque une sorte de beauté, à capturer la rudesse de la réalité telle qu'elle est vraiment. »

### Collaboration

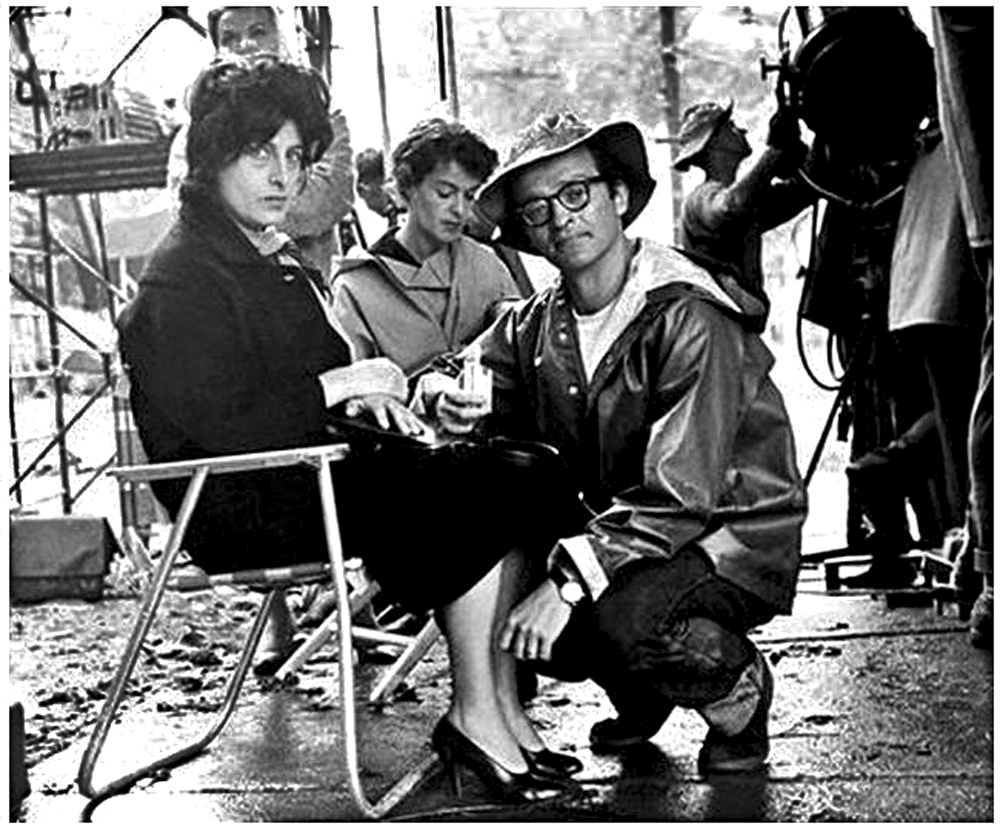
Anna Magnani et Lumet sur le tournage de L'Homme à la peau de serpent (1960).

« Lumet insiste généralement sur la nature collaborative du film, ridiculisant parfois la domination personnelle du réalisateur », écrit l'historien du cinéma Frank R. Cunningham. En conséquence, Lumet est devenu célèbre parmi les acteurs et les cinéastes pour son ouverture à partager des idées créatives avec le scénariste, les acteurs et d'autres artistes. Lumet « n'a pas d'égal dans la direction distinguée d'acteurs supérieurs », ajoute Cunningham, dont beaucoup viennent du théâtre. Il est capable de tirer des performances puissantes des acteurs, tels que Ralph Richardson, Marlon Brando, Richard Burton, Katharine Hepburn, James Mason, Sophia Loren, Geraldine Fitzgerald, Blythe Danner, Rod Steiger, Vanessa Redgrave, Paul Newman, Sean Connery, Henry Fonda, Dustin Hoffman, Albert Finney, Simone Signoret et Anne Bancroft. « Donnez-lui un bon acteur, et il pourrait bien trouver le grand acteur qui se cache en lui », écrit le critique de cinéma Mick LaSalle (en).
Lorsque cela est nécessaire, Lumet choisit des acteurs non formés, mais il déclare que « plus de quatre-vingt-dix pour cent du temps, je veux les meilleurs outils que je puisse obtenir : acteurs, scénaristes, éclairagistes, cadreurs, accessoiristes ». Néanmoins, lorsqu'il utilise des acteurs moins expérimentés, il peut encore tirer des performances d'acteur supérieures et mémorables. Il le fait avec Nick Nolte, Anthony Perkins, Armand Assante, Jane Fonda, Faye Dunaway, Timothy Hutton et Ali MacGraw, qui le qualifie de « rêve de tout acteur ». Selon Jane Fonda, « Il était un maître. Avait un tel contrôle de son art. Il avait des valeurs fortes et progressistes et ne les a jamais trahies ».
Lumet croit que les films sont un art, et que « la quantité d'attention accordée aux films est directement liée à la qualité des images ». Parce qu'il a commencé sa carrière en tant qu'acteur, il est devenu connu comme un « réalisateur d'acteurs » et a travaillé avec les meilleurs d'entre eux au fil des ans, une liste probablement inégalée par tout autre réalisateur. Le spécialiste du jeu dramatique Frank P. Tomasulo (en) souligne que de nombreux réalisateurs capables de comprendre le jeu d'acteur du point de vue des acteurs sont tous « d'excellents communicants ».
Selon les historiens du cinéma Gerald Mast (en) et Bruce Kawin, la « sensibilité de Lumet aux acteurs et aux rythmes de la ville en ont fait le descendant américain le plus durable de la tradition néoréaliste des années 1950 et de son engagement urgent envers la responsabilité éthique ». Ils citent son film La Colline des hommes perdus (1965) comme « l'un des films les plus politiquement et moralement radicaux des années 1960 ». Ils ajoutent que sous les conflits sociaux des films de Lumet se trouve la « conviction que l'amour et la raison finiront par prévaloir dans les affaires humaines », et que « la loi et la justice finiront par être rendues - ou non ». Son premier film Douze Hommes en colère est une œuvre acclamé de son époque, représentant un modèle de raison libérale et de camaraderie pendant les années 1950. Le film et Lumet sont nommés aux Oscars, et il est nommé pour le Director's Guild Award.
L'Encyclopedia of World Biography indique que ses films mettent souvent en vedette des acteurs qui étudient la « Méthode », connus pour leur style terre-à-terre et introspectif. Un exemple notable de tels acteurs serait Al Pacino, qui, au début de sa carrière, a étudié sous la direction du gourou de la Méthode Lee Strasberg. Lumet préfère également l'apparence de la spontanéité à la fois chez ses acteurs et dans ses décors, ce qui donne à ses films un aspect improvisé en tournant une grande partie de son travail en extérieur.

### Répétition et préparation

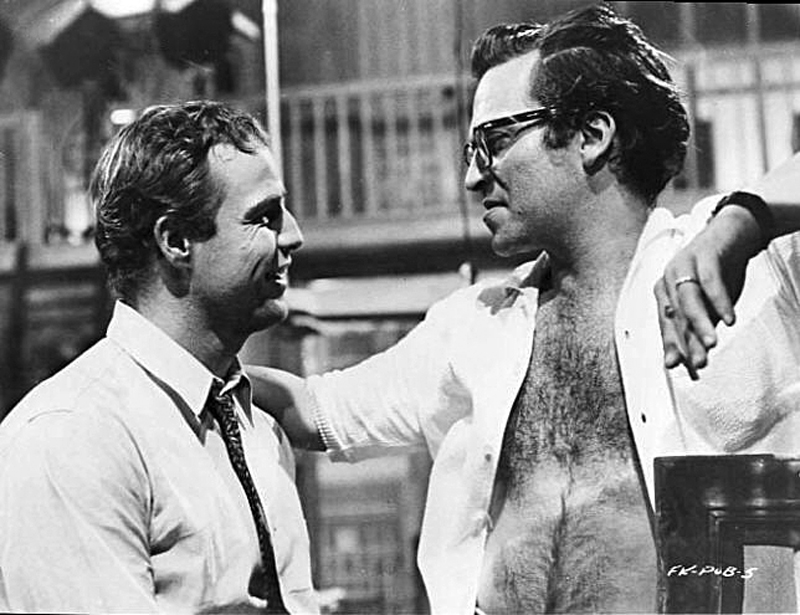
Marlon Brando et Lumet sur le tournage de L'Homme à la peau de serpent (1960).

Lumet est un fervent partisan de la répétition et pense que si un acteur répète correctement, il ne perdra pas sa spontanéité. Selon le critique Ian Bernard, Lumet estime que cela donne aux acteurs « l'arc complet du rôle », ce qui leur donne la liberté de trouver cet « accident magique ». Le réalisateur Peter Bogdanovich lui a demandé s'il répétait beaucoup avant de tourner, et Lumet a répondu qu'il aimait répéter au moins deux semaines avant le tournage. Pendant ces semaines, se souvient Faye Dunaway, qui a joué dans Network : Main basse sur la télévision (1976), il cadrait également les scènes avec son caméraman. En conséquence, elle a ajouté que « pas une minute n'est perdue pendant qu'il tourne, et cela se voit non seulement dans le budget du studio, mais aussi dans l'impulsion de la performance ». Elle a loué son style de réalisation dans Network, pour lequel elle a remporté son seul Oscar :
« Sidney, laissez-moi dire, est l'un des, sinon le plus talentueux et professionnel des hommes au monde [...] et jouer dans Network a été l'une des expériences les plus heureuses que j'ai jamais eues. [...] C'est un homme vraiment doué qui a beaucoup contribué à ma performance. »
En partie parce que ses acteurs ont bien répétés, il peut tourner rapidement, ce qui permet à ses productions de rester dans leurs budgets modestes. Lors du tournage du Prince de New York (1981), par exemple, bien qu'il y ait plus de 130 rôles parlants et 135 lieux différents, il est capable de coordonner l'ensemble du tournage en 52 jours. En conséquence, écrivent les historiens Charles Harpole (en) et Thomas Schatz, les acteurs sont impatients de travailler avec lui, car ils le considèrent comme un « excellent réalisateur d'acteurs ». La star du film Treat Williams a déclaré que Lumet est connu pour être « énergique » :
« C'était une vraie boule de feu. Il avait une passion pour ce qu'il faisait et il « venait travailler » avec tous les canons en feu. C'est probablement le réalisateur le plus préparé avec lequel j'ai jamais travaillé émotionnellement. Ses films sont toujours terminés en avance sur le planning et en dessous du budget. Et tout le monde rentre à la maison pour le dîner. »
Harpole ajoute que « tandis que de nombreux réalisateurs n'aiment pas les répétitions ou le fait de conseiller les acteurs sur la manière de construire leur personnage, Lumet excelle dans les deux ». Il peut ainsi plus facilement offrir à ses acteurs une vitrine cinématographique à leurs talents et les aider à approfondir leur contribution d'acteur. L'acteur Christopher Reeve, qui a joué dans Piège mortel (1982), a également souligné que Lumet savait parler le langage technique : « Si vous voulez travailler de cette manière - il sait parler de la Méthode, il sait improviser, et il le fait tout aussi bien ».
Joanna Rapf, écrivant à propos du tournage de Le Verdict (1982), déclare que Lumet accorde beaucoup d'attention personnelle à ses acteurs, qu'il s'agisse de les écouter ou de les toucher. Elle décrit comment Lumet et la star Paul Newman se sont assis sur un banc à l'écart du plateau principal, où Newman avait enlevé ses chaussures, pour discuter en privé d'une scène importante sur le point d'être tournée. Les acteurs de Lumet répètent leurs scènes avant que la caméra ne tourne. Cette préparation est faite parce que Lumet aime tourner une scène en une ou deux prises au maximum. Newman aime l'appeler « Speedy Gonzales », ajoutant que Lumet ne tourne pas plus qu'il ne le doit. « Il ne se donne aucune protection. Je sais que je le ferais », a déclaré Newman.
La critique de cinéma Betsey Sharkey ajoute qu'il était un maestro des prises en une ou deux prises des années avant que Clint Eastwood n'en fasse une spécialité respectée. Il se souvient : « [Faye] Dunaway m'a dit un jour que Lumet travaillait si vite qu'on aurait dit qu'il était sur des patins à roulettes. Un pouls rapide généré par un grand cœur ».

### Développement des personnages
La biographe Joanna Rapf observe que Lumet a toujours été un réalisateur indépendant et aime faire des films sur « les hommes qui trouvent le courage de défier le système, sur le petit gars contre le système:Intro ». Cela inclut les personnages féminins, comme dans À la recherche de Garbo (1984). Sa star Anne Bancroft incarne le type de personnage qui l'attire : « une activiste engagée pour toutes sortes de causes, qui se bat pour les droits des opprimés, qui est vivante, franche, courageuse, qui refuse de se conformer pour le confort, et dont la compréhension de la vie lui permet de mourir dignement. [...] À la recherche de Garbo est en quelque sorte une déclaration d'amour à New York ».
Dans une interview en 2006, Lumet a déclaré qu'il a toujours été « fasciné par le coût humain impliqué dans la poursuite des passions et des engagements, et le coût que ces passions et engagements infligent aux autres ». Ce thème est au cœur de la plupart de ses films, note Rapf, comme ses films basés sur des faits réels sur la corruption dans la police de New York ou dans des drames familiaux comme Daniel (1983).

### Psychodrames
L'historien du cinéma Stephen Bowles pense que Lumet est le réalisateur le plus à l'aise et le plus efficace de psychodrames sérieux, par opposition aux divertissements légers. Ses nominations aux Oscars, par exemple, concernent toutes des études de personnages d'hommes en crise, de son premier film, Douze Hommes en colère, à Le Verdict. Lumet excelle à adapter le drame à l'écran. La plupart de ses personnages sont motivés par des obsessions ou des passions, telles que la poursuite de la justice, de l'honnêteté et de la vérité, ou la jalousie, la mémoire ou la culpabilité. Lumet est intrigué par les conditions obsessionnelles, écrit Bowles.
Les protagonistes de Lumet tendent à être des antihéros, des hommes isolés et moyens qui se rebellent contre un groupe ou une institution. Le critère le plus important pour Lumet n'est pas simplement de savoir si les actions des personnes sont justes ou fausses, mais si elles sont authentiques et justifiées par la conscience de l'individu. Le lanceur d'alerte Frank Serpico, par exemple, est le héros de Lumet par excellence, qu'il a décrit comme un « rebelle avec une cause ».
Un exemple antérieur de psychodrame est Le Prêteur sur gages (1964), avec Rod Steiger. Dans ce film, celui-ci joue un survivant de la Shoah dont l'esprit a été brisé et qui vit au jour le jour en tant que gérant d'un mont-de-piété à Harlem. Lumet utilise le film pour examiner, avec des flashbacks, les cicatrices psychologiques et spirituelles avec lesquelles le personnage de Steiger vit, y compris sa capacité perdue à ressentir du plaisir. Steiger, qui a fait près de 80 films, a déclaré lors d'une interview télévisée que le film est son préféré en tant qu'acteur.

### Questions de justice sociale
Serpico (1973) est le premier des quatre films « séminaux » que Lumet réalise dans les années 1970 et qui font de lui « l'un des plus grands cinéastes de sa génération ». C'est l'histoire du pouvoir et de la trahison dans la police de New York, avec un policier idéaliste luttant contre des forces puissantes.
Lumet est un enfant de la Grande Dépression, et grandit pauvre à New York, témoin de la pauvreté et de la corruption. Cela lui a inculqué dès son plus jeune âge une croyance en l'importance de la justice pour une démocratie, un sujet qu'il a essayé de mettre dans ses films. Il admet, cependant, qu'il ne croit pas que l'industrie du cinéma elle-même a le pouvoir de changer quoi que ce soit. Rapf écrit : « Il y a, comme il le dit, beaucoup de « merde » à gérer dans l'industrie du divertissement, mais le secret du bon travail est de maintenir votre honnêteté et votre passion ». L'historien du cinéma David Thomson (en) écrit à propos de ses films :
« Il a des thèmes constants : la fragilité de la justice, et la police et leur corruption. Lumet est rapidement devenu estimé [...] [et il] a pris l'habitude des grands enjeux - Point limite, Le Prêteur sur gages, La Colline des hommes perdus - et semblait déchiré entre l'ennui et le pathos. [...]  Il était cette rareté des années 1970, un réalisateur heureux de servir son matériel - et pourtant apparemment non touché ou changé par lui. [...] Sa sensibilité aux acteurs et aux rythmes de la ville en ont fait le descendant américain le plus durable de la tradition néoréaliste des années 1950 et de son engagement urgent envers la responsabilité éthique. »

### New York comme décor
Lumet préfère travailler à New York et évite la domination de Hollywood. En tant que réalisateur, il est fortement identifié à la ville. Il déclare : « J'aime toujours être dans le monde de Woody Allen » et affirme que « la diversité de la ville, ses nombreux quartiers ethniques, son art et son crime, sa sophistication et sa corruption, sa beauté et sa laideur, tout cela alimente ce qui m'inspire ». Il pense que pour créer, il est important de confronter la réalité quotidiennement. Pour Lumet, « New York est rempli de réalité ; Hollywood est un pays de fantaisie ».
Il utilise souvent la ville comme toile de fond - sinon comme symbole - de sa « préoccupation pour le déclin de l'Amérique », selon les historiens du cinéma Scott et Barbara Siegel (en). Lumet est attiré par les histoires liées au crime dans les décors urbains de New York, où les criminels se retrouvent pris dans un tourbillon d'événements qu'ils ne peuvent ni comprendre ni contrôler, mais qu'ils doivent résoudre.

### Utilisation de thèmes juifs
Comme d'autres réalisateurs juifs de New York, tels que Woody Allen, Mel Brooks et Paul Mazursky, les personnages de Lumet parlent souvent ouvertement des questions controversées de leur époque. Ils se sentent libres en tant que cinéastes, et leur art devient « filtré par leur conscience juive », écrit l'historien du cinéma David Desser. Lumet, comme les autres, se tourne parfois vers des thèmes juifs pour développer des sensibilités ethniques caractéristiques de la culture américaine:3, en mettant dynamiquement en lumière ses « tensions uniques et sa diversité culturelle ». Cela se reflète en partie dans la préoccupation de Lumet pour la vie urbaine:6. Une étrangère parmi nous (1992), par exemple, est l'histoire d'une femme policière infiltrée et de ses expériences dans une communauté hassidique à New York.
Le sujet de la « culpabilité », explique Desser, domine de nombreux films de Lumet. De son premier long métrage, Douze Hommes en colère (1957), dans lequel un jury doit décider de la culpabilité ou de l'innocence d'un jeune homme, à Contre-enquête (1990), dans lequel un avocat doit déterminer la question de la culpabilité et de la responsabilité d'un policier maverick (indiscipliné mais efficace), la culpabilité est un fil conducteur qui traverse nombre de ses films. Dans Le Crime de l'Orient-Express (1974), tous les suspects sont coupables:172.
Ses films sont également caractérisés par une forte insistance sur la vie familiale, montrant souvent des tensions au sein de la famille:172. Cette insistance sur ce thème inclut des « familles de substitution », comme dans la trilogie policière composée de Serpico (1973), Le Prince de New York (1981), et Contre-enquête. Une « famille non traditionnelle » est également représentée dans Un après-midi de chien (1975):172.

### Techniques de réalisation
Lumet préfère le naturalisme ou le réalisme, selon Joanna Rapf. Il n'aime pas le « look de décorateur », pour lequel la caméra pourrait attirer l'attention sur elle-même. Il monte ses films de manière que la caméra soit discrète. Son directeur de la photographie Ron Fortunato (en) déclare : « Sidney devient fou s'il voit un look trop artistique ». Il n'aime pas le CinemaScope et n'a jamais filmé dans un format plus large que 1.85:1.
En partie parce qu'il est prêt et capable à s'attaquer à tant de questions sociales et de problèmes importants, il obtient de fortes performances des acteurs principaux avec un excellent travail des acteurs de rôles secondaires. Il est « l'une des figures de proue du cinéma new-yorkais. Il se conforme aux bons scénarios, quand il les obtient », selon le critique David Thomson. Bien que les critiques aient des opinions variées sur ses films, l'œuvre de Lumet est généralement tenue en haute estime. La plupart des critiques l'ont décrit comme un réalisateur sensible et intelligent, ayant bon goût, le courage d'expérimenter avec son style, et avec un « don pour diriger les acteurs ».
Dans une citation de son livre, Lumet met l'accent sur la logistique de la réalisation :
« Quelqu'un m'a un jour demandé à quoi ressemblait la réalisation d'un film. J'ai répondu que c'était comme faire une mosaïque. Chaque mise en place est comme une petite tuile (une mise en place, le composant de base de la production d'un film consiste en une position de caméra et son éclairage associé). Vous la colorez, la formez, la polissez du mieux que vous pouvez. Vous en ferez six ou sept cents, peut-être un millier (il peut facilement y avoir autant de mises en place dans un film). Ensuite, vous les collez littéralement ensemble et espérez que c'est ce que vous aviez prévu de faire. »
Le critique Justin Chang (en) ajoute que le talent de Lumet en tant que réalisateur et dans le développement de fortes histoires se poursuit jusqu'à son dernier film en 2007, écrivant sur son « toucher agile avec les acteurs, sa capacité à tirer une grande chaleur et un humour piquant d'une main et à les pousser vers des émotions extrêmes plus sombres et plus angoissées de l'autre, est en gratifiante démonstration dans son film final ironiquement intitulé Before the Devil Knows You're Dead (7 h 58 ce samedi-là en français), ».

### Vision du futur du cinéma
Dans une interview avec le magazine New York, Lumet dit qu'il s'attend à voir plus de réalisateurs de différents horizons ethniques et communautés raconter leurs histoires. « Vous savez, j'ai commencé à faire des films sur les Juifs, les Italiens et les Irlandais parce que je ne connaissais rien d'autre ».

## Reconnaissance et postérité
Selon l'historien du cinéma Stephen Bowles, Lumet réussit à devenir un réalisateur de films dramatiques de premier plan en partie parce que « son critère le plus important [lors de la réalisation] n'est pas de savoir si les actions de ses protagonistes sont justes ou fausses, mais si leurs actions sont authentiques ». Et lorsque ces actions sont « justifiées par la conscience de l'individu, cela donne à ses héros une force et un courage peu communs pour endurer les pressions, les abus et les injustices des autres ». Ses films ont ainsi continuellement donné naissance au « héros par excellence agissant en défi de l'autorité du groupe de pairs et affirmant son propre code de valeurs morales ».
Selon The Encyclopedia of Hollywood, Lumet est l'un des réalisateurs les plus prolifiques de l'ère moderne, réalisant en moyenne plus d'un film par an depuis ses débuts en tant que réalisateur en 1957. Turner Classic Movies note sa « forte direction des acteurs », sa « narration vigoureuse » et le « réalisme social » dans ses meilleures œuvres. Le critique de cinéma du Chicago Sun-Times Roger Ebert le décrit comme « l'un des artisans les plus fins et l'un des humanitaires les plus chaleureux parmi tous les réalisateurs de films ». Lumet est également connu comme un « réalisateur d'acteurs », ayant travaillé avec les meilleurs d'entre eux au cours de sa carrière, probablement plus que « tout autre réalisateur ». Sean Connery, qui a joué dans cinq de ses films, le considère comme l'un de ses réalisateurs préférés, et celui qui a cette « vision ».
Les mémoires publiés de Lumet sur sa vie dans le cinéma, Making Movies (1996), sont « extrêmement légers et contagieux dans leur enthousiasme pour l'art de la réalisation de films », écrit Bowles, « et contrastent fortement avec le ton et le style de la plupart de ses films. Peut-être que la signature de Lumet en tant que réalisateur est son travail avec les acteurs - et son extraordinaire capacité à tirer des performances de haute qualité, parfois extraordinaires, même des quartiers les plus inattendus ». Il y raconte ses souvenirs de metteur en scène et en profite pour partager de nombreux enseignements. Au moment de sa mort, un journaliste a rappelé que, lorsque ce livre est paru, les directeurs des écoles de cinéma n'avaient plus rien à enseigner car, si leurs élèves lisaient le livre, ils sauraient tout. Jake Coyle, éditorialiste pour Associated Press, déclare : « Bien que Lumet soit resté relativement sous-estimé pendant des années, les acteurs ont constamment livré certaines de leurs performances les plus mémorables sous sa direction. De Katharine Hepburn à Faye Dunaway, de Henry Fonda à Paul Newman, Lumet est connu comme un réalisateur d'acteurs », et pour certains, comme Ali MacGraw, il est considéré comme « le rêve de tout acteur ».
Dans sa pensée que les « histoires captivantes et les performances inoubliables » de Lumet sont son point fort, le réalisateur et producteur Steven Spielberg décrit Lumet comme « l'un des plus grands réalisateurs de la longue histoire du cinéma ». Al Pacino, en apprenant la mort de Lumet, déclare que ses films « laissent un grand héritage, mais plus que cela, pour les personnes proches de lui, il restera l'être humain le plus civilisé et l'homme le plus gentil que j'ai jamais connu ». L'écrivain du Boston Herald James Verniere observe qu'« à une époque où l'industrie cinématographique américaine cherche à voir jusqu'où elle peut descendre, Sidney Lumet reste un maître du drame américain moralement complexe ». Après sa mort, les réalisateurs new-yorkais Woody Allen et Martin Scorsese rendent tous deux hommage à Lumet. Allen le qualifie de « réalisateur new-yorkais par excellence », tandis que Scorsese dit que « notre vision de la ville a été enrichie et approfondie par des classiques comme Serpico, Un après-midi de chien et, par-dessus tout, le remarquable Le Prince de New York ». Lumet reçoit également des éloges du maire de New York Michael Bloomberg, qui le qualifie de « l'un des grands chroniqueurs de notre ville ».
Il ne remporte pas d'Oscar individuel, bien qu'il reçoive un Oscar d'honneur en 2005, et 14 de ses films sont nommés pour divers Oscars, comme Network : Main basse sur la télévision, qui est nommé pour 10 Oscars, en remportant 4. En 2005, Lumet reçoit un Oscar pour l'ensemble de sa carrière pour ses « brillants services aux scénaristes, aux interprètes et à l'art du cinéma ».
Quelques mois après la mort de Lumet en avril 2011, le présentateur de télévision Lawrence O'Donnell diffuse un hommage à Lumet, et une rétrospective célébrant son œuvre est organisée au Lincoln Center de New York, avec la participation de nombreux intervenants et stars de cinéma. En octobre 2011, l'organisation Human Rights First inaugure son « Sidney Lumet Award for Integrity in Entertainment » pour la série télévisée The Good Wife, ainsi que des prix à deux activistes du Moyen-Orient qui ont travaillé pour la liberté et la démocratie. Lumet a travaillé avec Human Rights First sur un projet médiatique lié à la représentation de la torture et des interrogatoires à la télévision.

## Filmographie

### Cinéma
- 1957 : Douze Hommes en colère (12 Angry Men)
- 1958 : Les Feux du théâtre (Stage Struck)
- 1959 : Une espèce de garce (That Kind of Woman)
- 1960 : L’Homme à la peau de serpent (The Fugitive Kind)
- 1961 : Vu du pont (A View from the Bridge)
- 1962 : Long Voyage vers la nuit (Long Day's Journey Into Night)
- 1964 : Le Prêteur sur gages (The Pawnbroker)
- 1964 : Point limite (Fail-Safe)
- 1965 : La Colline des hommes perdus (The Hill)
- 1966 : Le Groupe (The Group)
- 1967 : M15 demande protection (The Deadly Affair)
- 1968 : Bye Bye Braverman
- 1968 : La Mouette (The Sea Gull)
- 1969 : Le Rendez-vous (The Appointment)
- 1970 : Last of the Mobile Hot Shots
- 1970 : King : de Montgomery à Memphis
- 1971 : Le Dossier Anderson (The Anderson Tapes)
- 1972 : The Offence
- 1972 : Les Yeux de Satan (Child's Play)
- 1973 : Serpico
- 1974 : Lovin' Molly
- 1974 : Le Crime de l'Orient-Express (Murder on the Orient Express)
- 1975 : Un après-midi de chien (Dog Day Afternoon)
- 1976 : Network : Main basse sur la télévision (Network)
- 1977 : Equus
- 1978 : The Wiz
- 1980 : Just Tell Me What You Want
- 1981 : Le Prince de New York (Prince of the City)
- 1982 : Piège mortel (Deathtrap)
- 1982 : Le Verdict (The Verdict)
- 1983 : Daniel
- 1984 : À la recherche de Garbo (Garbo Talks)
- 1986 : Les Coulisses du pouvoir (Power)
- 1986 : Le Lendemain du crime (The Morning After)
- 1988 : À bout de course (Running on Empty)
- 1989 : Family Business
- 1990 : Contre-enquête (Q & A)
- 1992 : Une étrangère parmi nous (A Stranger Among Us)
- 1993 : L'Avocat du diable (Guilty as Sin)
- 1997 : Dans l'ombre de Manhattan (Night Falls on Manhattan)
- 1997 : Critical Care
- 1999 : Gloria
- 2004 : Rachel, quand du seigneur (court-métrage)
- 2006 : Jugez-moi coupable (Find Me Guilty)
- 2007 : 7 h 58 ce samedi-là (Before the Devil Knows You're Dead)

### Télévision

#### Séries télévisées
- 1951 : Crime Photographer
- 2001-2002 : Tribunal central

#### Téléfilms
- 1957 : Mr. Broadway
- 1958 : All the King's Men
- 1960 : The Iceman Cometh
- 1960 : Rashomon
- 1960 : The Dybbuk
- 2004 : Strip Search

## Distinctions
Festival de Cannes :
- Festival de Cannes 1962 : sélection pour la Palme d'or pour Long Voyage vers la nuit (Long Day's Journey Into Night)
- Festival de Cannes 1965 : sélection pour la Palme d'or pour La Colline des hommes perdus (The Hill)
- Festival de Cannes 1969 : sélection pour la Palme d'or pour Le Rendez-Vous (The Appointment)
- Festival de Cannes 1992 : sélection pour la Palme d'or pour Une étrangère parmi nous (A Stranger Among Us)

Berlinale  :
- Berlinale 1957 : lauréat de l'Ours d'or et Prix OCIC pour Douze Hommes en colère (12 Angry Men)
- Berlinale 1959 : sélection pour l'Ours d'or pour Une espèce de garce (That Kind of Woman)
- Berlinale 1964 : sélection pour l'Ours d'or et Mention spéciale du Prix Fipresci pour Le Prêteur sur gages (The Pawnbroker)
- Berlinale 1966 : sélection pour l'Ours d'or pour Le Groupe (The Group)
- Berlinale 2006 : sélection pour l'Ours d'or pour Jugez-moi coupable (Find me guilty)

Festival de Venise :
- Mostra de Venise 1981 : sélection pour le Lion d'or et Prix Pasinetti pour Le Prince de New York (Prince of the City)

Oscars :
- 1957 : nomination pour l'Oscar du meilleur film et l'Oscar du meilleur réalisateur pour Douze Hommes en colère (12 Angry Men)
- 1975 : nomination pour l'Oscar du meilleur film et l'Oscar du meilleur réalisateur pour Un après-midi de chien (Dog Day Afternoon)
- 1977 : nomination pour l'Oscar du meilleur film et l'Oscar du meilleur réalisateur pour Network : Main basse sur la télévision (Network)
- 1981 : nomination pour l'Oscar du meilleur scénario adapté pour Le Prince de New York (Prince of the City)
- 1982 : nomination pour l'Oscar du meilleur film et l'Oscar du meilleur réalisateur pour Le Verdict (The Verdict)
- 2005 : lauréat de l'Oscar d'honneur

Golden Globes :
- 1957 : nomination pour le Golden Globe de la meilleure réalisation pour Douze Hommes en colère (12 Angry Men)
- 1975 : nomination pour le Golden Globe de la meilleure réalisation pour Un après-midi de chien (Dog Day Afternoon)
- 1977 : lauréat du Golden Globe de la meilleure réalisation pour Network : Main basse sur la télévision (Network)
- 1981 : nomination pour le Golden Globe de la meilleure réalisation pour Le Prince de New York (Prince of the City)
- 1982 : nomination pour le Golden Globe de la meilleure réalisation pour Le Verdict (The Verdict)
- 1988 : nomination pour le Golden Globe de la meilleure réalisation pour À bout de course (Running on Empty)

Festival de San Sebastián :
- 1960 : lauréat de meilleur réalisateur et sélection pour la Coquille d'or pour L'Homme à la peau de serpent (The Fugitive Kind)
- 1975 : sélection pour la Coquille d'or pour Un après-midi de chien (Dog Day Afternoon)

## Acteurs et actrices récompensés pour ses films
Ses films offrent souvent l'occasion à leurs acteurs et actrices de se distinguer, et parfois même recevoir un Oscar pour leurs performances :
- 1962 : Katharine Hepburn, prix d'interprétation féminine, Ralph Richardson, Jason Robards et Dean Stockwell, prix d'interprétation masculine au 15e Festival de Cannes pour Long Voyage vers la nuit
- 1963 : Katharine Hepburn, sélectionnée pour l'Oscar de la meilleure actrice dans Long Voyage vers la nuit (Long Day's Journey Into Night)
- 1964 : Rod Steiger, sélectionné pour l'Oscar du meilleur acteur dans Le Prêteur sur gages (The Pawnbroker)
- 1973 : Al Pacino, sélectionné pour l'Oscar du meilleur acteur dans Serpico
- 1974 : Albert Finney, sélectionné pour l'Oscar du meilleur acteur dans Le Crime de l'Orient-Express (Murder on the Orient Express)
- 1974 : Ingrid Bergman, lauréate de l'Oscar de la meilleure actrice dans un second rôle dans Le Crime de l'Orient-Express (Murder on the Orient Express)
- 1975 : Al Pacino, sélectionné pour l'Oscar du meilleur acteur dans Un après-midi de chien (Dog Day Afternoon)
- 1975 : Chris Sarandon, sélectionné pour l'Oscar du meilleur acteur dans un second rôle dans Un après-midi de chien (Dog Day Afternoon)
- 1976 : Peter Finch, lauréat de l'Oscar du meilleur acteur dans Network : Main basse sur la télévision (Network)
- 1976 : William Holden, sélectionné pour l'Oscar du meilleur acteur dans Network : Main basse sur la télévision (Network)
- 1976 : Faye Dunaway, lauréate de l'Oscar de la meilleure actrice dans Network : Main basse sur la télévision (Network)
- 1976 : Ned Beatty, sélectionné pour l'Oscar du meilleur acteur dans un second rôle dans Network : Main basse sur la télévision (Network)
- 1976 : Beatrice Straight, lauréate de l'Oscar de la meilleure actrice dans un second rôle dans Network : Main basse sur la télévision (Network)
- 1977 : Richard Burton, sélectionné pour l'Oscar du meilleur acteur dans Equus
- 1977 : Peter Firth, sélectionné pour l'Oscar du meilleur acteur dans un second rôle dans Equus
- 1982 : Paul Newman, sélectionné pour l'Oscar du meilleur acteur dans Le Verdict (The Verdict)
- 1982 : James Mason, sélectionné pour l'Oscar du meilleur acteur dans un second rôle dans Le Verdict (The Verdict)
- 1986 : Jane Fonda, sélectionnée pour l'Oscar de la meilleure actrice dans Le Lendemain du crime (The Morning After)
- 1988 : River Phoenix, sélectionné pour l'Oscar du meilleur acteur dans un second rôle dans À bout de course (Running on Empty)